# Железноборовский монастырь
Предтеченский Иаково-Железноборовский монастырь — мужской монастырь Костромской епархии Русской православной церкви, расположенный в селе Борок Буйского района Костромской области. Это селение прежде называлось Железный Борок, так как здесь велась добыча болотной железной руды.  Стоит на левом берегу реки Тебзы, где в старину проходил путь из Галича в Москву.
Основан в конце XIV века преподобным Иаковом Железноборовским, мощи которого находятся в соборе под спудом. Обитель не раз сжигали во время татарских и польско-литовских нашествий. По преданию, Григорий Отрепьев, спасаясь от смертной казни, прибыл сюда и был пострижен в монашество с именем Григория (затем перешёл в более крупный Спасо-Евфимиев монастырь, а оттуда в столичный Чудов монастырь). 
В 1700 году по грамоте царя Петра I монастырь (в то время приписанный к московскому Донскому монастырю) выслал большую сумму денег на строительство кораблей создаваемого им флота.
После революции монастырь был закрыт и только с 1994 года в нём вновь начались восстановительные работы. Сохранились пятиглавый собор Рождества Иоанна Предтечи (1761) и церковь Рождества Пресвятой Богородицы (1753-57).